# 火红杜鹃
火红杜鹃（学名：Rhododendron neriiflorum），为杜鹃花科下的一个变种。